# Euroregion Pomerania
Euroregion Pomerania – euroregion, do którego należą samorządy z Polski i Niemiec; utworzony w 1995 w celu wspierania współpracy międzynarodowej między państwami, których terytoria go tworzą. Euroregion wspiera współpracę na płaszczyźnie kulturalnej, gospodarczej, turystycznej czy edukacyjnej.

## Charakterystyka obszaru

### Strona polska
W części polskiej Euroregion Pomerania leży głównie w dwóch strefach fizycznogeograficznych: nadmorskiej (prawie 75% obszaru leży na Pobrzeżu Szczecińskim) oraz pojeziernej (Pojezierze Zachodniopomorskie). Część terenu znajduje się też na terenie krain sąsiednich: Pobrzeżu Koszalińskim i Pojezierzu Południowopomorskim.
Polska cześć euroregionu ma powierzchnię 7891 km², tj. 2,45 procent powierzchni Polski. Zamieszkuje go 958747 osób, tj. 2,48 procent ludności Polski.
Największymi powierzchniowo miastami regionu są Szczecin, Świnoujście, Stargard, Pyrzyce, Police, Kołobrzeg. Miastami o największej ludności są natomiast Szczecin, Stargard, Kołobrzeg, Świnoujście, Police, Goleniów, Gryfino, Gryfice, Nowogard, Dębno, Pyrzyce, Kamień Pomorski, Chojna, Międzyzdroje i Wolin.

### Strona niemiecka
W części niemieckiej euroregion leży na Pobrzeżu Meklembursko-Pomorskim oraz na Pojezierzu Meklemburskim (niem. Mecklenburgische Seenplatte). Do euroregionu należy największa niemiecka wyspa: Rugia oraz mniejsza Uznam. Euroregion leży na terenie dwóch landów: Meklemburgii-Pomorzu Przednim (powiaty i miasta: powiat Przedpomorze-Rugia, powiat Przedpomorze-Greifswald) oraz Brandenburgii (powiat Barnim, powiat Uckermark).
W Niemczech euroregion ma powierzchnię 11 317 km², co stanowi 3 procent powierzchni kraju. Na jej terytorium (wg stanu na 31.12.1996) mieszkało 839 583 osób.
Największymi miastami po stronie niemieckiej są: Stralsund, Greifswald, Eberswalde, Schwedt, Prenzlau, Bernau, Ribnitz-Damgarten, Bergen auf Rügen, Anklam, Wolgast, Templin.

## Historia
Pomysł utworzenia euroregionu na pograniczu północy Polski i północy Niemiec pojawił się w 1990. W listopadzie tego roku po raz pierwszy użyta została nazwa "Pomerania" dla nazwania tego regionu. Ideą było utworzenie związku terytorialnego w którego skład weszły samorządy terytorialne z zachodniej części województwa zachodniopomorskiego oraz wschodniej części landu Meklemburgia-Pomorze Przednie. 
13 maja 1991 w Szczecinie doszło do spotkania państw bałtyckich, podczas którego zawarto porozumienie Triady Bałtyckiej dotyczących przede wszystkim ekologii. Jesienią tego samego roku strona niemiecka zaprezentowała tzw. plan Stolpego czyli koncept utworzenia transgranicznego regionu Odra. Dokument ten, którego nazwa oficjalnie brzmiała "Koncepcja wspierania regionu Odry" (Förderkonzept Oderraum) stworzony został przez niemieckich ekspertów na zlecenie Senatu Berlina i ówczesnego premiera Brandenburgii Manfreda Stolpe. W podobnym czasie (jesienią 1991) utworzono w Pasewalku Związek Komunalny "Europaregion Pomerania" (Kommunalgemeinschaft Europaregion Pomerania). 
Na przełomie marca i kwietnia 1992 szczeciński Urząd Wojewódzki przedstawił pomysł stworzenia czteropaństwowego euroregionu Pomerania, w którego skład miałyby wejść:
- Polska z Pomorzem Zachodnim,
- Niemcy z częścią Brandenburgii oraz Meklemburgia-Pomorze Przednie,
- Szwecja z południową Skanią,
- Dania z wyspą Bornholm i wschodnią częścią regionu Zelandia[8].

We wrześniu 1992 przez sejmik samorządowy województwa szczecińskiego została podjęta uchwała dotycząca rozpoczęcia rozmów z samorządami niemieckimi, szwedzkimi i duńskimi w sprawie utworzenia euroregionu Pomerania. Koncepcja utworzenia czterokrajowego euroregionu została też przedstawiona podczas trwającego w dniach 30 listopada – 2 grudnia 1992 Konferencji Krajów Nadbałtyckich na Bornholmie. Miesiąc później, w styczniu 1993, w Barzkowicach miało miejsce spotkanie ze strona niemiecką poświęcone budowie kontaktów samorządowych między Pomorzem Zachodnim a Brandenburgią i Meklemburgią-Pomorzem Przednim. W spotkaniu tym w roli obserwatorów uczestniczyli też przedstawiciele Dani i Szwecji. 
11 lutego 1994 pomiędzy polskim Komunalnym Związkiem Celowym Gmin Pomorza Zachodniego "Pomerania", a niemieckim Związkiem Komunalnym "Europaregion Pomerania" podpisano porozumienie o współpracy. Po kolejnym roku podobny dokument w sprawie wspólnego działania na rzecz utworzenia regioregionu podpisał Zarząd miasta Szczecina z polskim związkiem gmin "Pomerania". W lipcu 1995 Zarząd Miasta Szczecin, Komunalny Związek Celowy Gmin Pomorza Zachodniego "Pomerania" i Związek Komunalny "Europaregion Pomerania" przyjęły deklarację woli utworzenia Euroregionu Pomerania. 27 listopada 1995 Rada Miasta Szczecina przyjęła uchwałę o przystąpieniu do Euroregionu Pomerania. Po pięciu latach od powstania pomysłu w Szczecinie 15 grudnia 1995 została podpisana "Umowa o utworzeniu Euroregionu Pomerania" . Stronami podpisującymi umowę ze strony polskiej było miasto Szczecin oraz Komunalny Związek Celowy Gmin Pomorza Zachodniego, a ze strony niemieckiej Związek Komunalny "Europaregion Pomerania".
2 kwietnia 1996 odbyło się Posiedzenie Konstytuujące Radę Euroregionu. Oprócz ukonstytuowania Rady, wybrano też Prezydium, stworzono grupy robocze i Komitet Sterujący. Za euroregion w tym czasie odpowiedzialni zostali Zbigniew Zychowicz i Rainer Haedrich. Również w 1996 skupiony był na organizacji oraz rozliczeniu środków z programu Komisji Europejskiej Phare i środków z CBC (Cross Border Cooperation – program pomocowy UE).
26 lutego 1998 do euroregionu przystąpił szwedzki region Skania.

## Umowa
"Umowa o utworzeniu Euroregionu Pomerania" zawiera w swojej treści postanowienia Europejskiej Konwencji Ramowej o Współpracy Transgranicznej między Wspólnotami i Władzami Terytorialnymi (zwanej Konwencją Madrycką) z 21 maja 1980 oraz Traktatu między Rzecząpospolitą Polską a Republiką Federalną Niemiec o dobrym sąsiedztwie i przyjaznej współpracy z 17 czerwca 1991.

## Organy
W Euroregionie Pomerania wyodrębnione są organy:
- Rada Euroregionu (siedziba w Szczecinie)
- Prezydium Euroregionu
- Sekretariat Euroregionu (siedziba w Szczecinie)
- Grupy robocze powołane przez prezydium[10]

## Jednostki wchodzące w skład
W skład Euroregionu Pomerania zaliczamy:
- zrzeszone w Związku Komunalnym Europaregion Pomerania dwa powiaty Meklemburgii-Pomorza Przedniego (Vorpommern-Rügen, Vorpommern-Greifswald) oraz dwa powiaty Brandenburgii (Uckermark i Barnim)
- 98 gmin w Polsce: 96 gmin w województwie zachodniopomorskim oraz gmina Miastko (woj. pomorskie) i gmina Zbąszyń (woj. wielkopolskie) (sic!) oraz 5 powiatów – gryfiński, kamieński, kołobrzeski, łobeski i stargardzki i Związek Gmin Pomorza Środkowego. Wszystkie polskie podmioty tworzą Stowarzyszenie Gmin Polskich Euroregionu Pomerania

W latach 1998–2013 euroregion obejmował ponadto szwedzką Skanię. Do uczestnictwa w pracach euroregionu zaproszono również gminy z terytorium Danii (Bornholm i wschodnia Zelandia).
Celem Euroregionu zgodnie z postanowieniami zawartymi w umowie było, podejmowanie wspólnych działań dla równomiernego i zrównoważonego rozwoju regionu oraz zbliżenia jego mieszkańców po obu stronach granicy”. W obszarach jego zainteresowań znalazły się: współpraca gospodarcza, transfer technologii, szkolenia zawodowe, wymiana młodzieży i grup zawodowych, współpraca kulturalna, ochrona środowiska naturalnego, poprawa gospodarki leśnej i rolnej, infrastruktury granicznej i transgranicznej, budowa kompleksowego systemu informacji, koordynacja transgranicznego planowania przestrzennego, współpraca podczas pożarów i klęsk żywiołowych.
Największym miastem euroregionu jest Szczecin.
Prezesem Stowarzyszenia Gmin Polskich Euroregionu Pomerania jest Krzysztof Soska.